# Municipio de Reidsville
El municipio de Reidsville (en inglés: Reidsville Township) es un municipio ubicado en el  condado de Rockingham en el estado estadounidense de Carolina del Norte. En el año 2010 tenía una población de 19.874 habitantes.

## Geografía
El municipio de Reidsville se encuentra ubicado en las coordenadas 36°21′10.49″N 79°39′13.11″O / 36.3529139, -79.6536417.